# هوبي وايت
هوبي وايت (بالإنجليزية: Hubie White)‏ مواليد 26 يناير 1940 في فيلادلفيا، هو لاعب كرة سلة أمريكي سابق. بدأ مسيرته الاحترافية في سنة 1962. تم اختياره من قبل فريق غولدن ستايت ووريورز خلال الدرافت. يبلغ طوله 6 قدم 4 بوصة (1.9 م). اعتزل اللعب في 1971. لعب مع غولدن ستايت ووريورز وفيلادلفيا سفنتي سيكسرز.

## روابط خارجية
- هوبي وايت على موقع إن بي أي (الإنجليزية)
- هوبي وايت على موقع سبورتس رفرنس (الإنجليزية)
- هوبي وايت على موقع كلية كرة السلة في سبورتس رفرنس.كوم (الإنجليزية)
- هوبي وايت على موقع ريلجم (الإنجليزية)
- هوبي وايت على موقع بروبوليرز (الإنجليزية)